# ASAP Rocky
Rakim Athelaston Nakache Mayers (Harlem, New York, 1988. október 3. –) művésznevén ASAP Rocky (stilizált: A$AP Rocky), amerikai rapper Harlemből, New York City-ből. Egyik tagja az ASAP Mob hiphopegyüttesnek, innen ered művészneve is. Rocky bemutatkozó mixtape albuma, a Live. Love. ASAP 2011-ben jelent meg. A mixtape sikere egy lemezszerződést eredményezett a Polo Grounds Music-al, a RCA Records-szal és a Sony Music Entertainment-tel. Ezek után, 2013-ban megjelent a Long. Live. ASAP című debütáló albuma, amelyet szintén elismertek a kritikusok, és az első helyen nyitott a Billboard 200-on.
Rocky videóklipeket rendez magának, Danny Brown-nak és az ASAP Mob többi tagjának is. Továbbá híres zenei producer Lord Flacko álnéven.

## Korábbi évei
ASAP Rocky 1988-ban született Harlemben, New Yorkban. Apja barbadosi származású, 2012-ben elhunyt. Van egy húga. Rocky a nevét az Eric B. & Rakim hiphopduó egyik legendás tagja, Rakim után kapta.
Nyolcéves korában kezdett el rappelni, a bátyja tanította meg. Rocky a francia hajfonást is a bátyjától vette át. Amikor 12 éves volt, az apja börtönbe került drogdílerkedés miatt, ekkor édesanyja Észak-Karolinába költöztette a családot, de hajléktalanok lettek. Hajléktalanszállókban éltek, majd visszaköltöztek New Yorkba. Nem sokkal ezután bátyját, Ricky-t megölték Harlemben, ekkor Rocky csak 13 éves volt, nagyon megviselte bátyja halála. Amíg hajléktalanszállókban éltek anyjával, belekerült a drogbizniszbe. Elkezdett füvet árulni, és 15 éves korától kokaint is árult Bronxban. Egészen 2011-ig élte ezt az életet, amikor ugyanis elhatározta, hogy komolyabban veszi a rappelést. A harlemi rap együttesen, a The Diplomats-on nőtt fel. Hatással volt még rá a UGK, a Three 6 Mafia, a Mobb Deep, a Wu-Tang Clan, a Run DMC és a Bone Thugs-n-Harmony is.

## Karrier

### 2007-2011: A kezdetek és a mixtape-je
2007-ben csatlakozott Rocky a harlemi ASAP Mob csoporthoz, amely rapperekből, producerekből, videóklip-rendezőkből, divattervezőkből és bicajosokból állt, akiknek ugyanaz volt az érdeklődésük a zenében, a divatban és a művészetben. ASAP Yams, ASAP Bari és ASAP Illz alapították. Az ASAP az "Always Strive and Prosper" rövidítése, aminek jelentése "állandó törekvés és virágzás".
2011. július 8-án egy nem hivatalos összeállítás, a "Deep Purple" jelent meg, amit egy párizsi rajongója állított össze Rocky slágereiből, melyek YouTube csatornájára voltak feltöltve. Augusztusban debütáló kislemezét, a "Peso"-t online kiszivárogtatták, és már heteken belül játszották a híres New York-i Hot 97 rádióállomáson. Miután megjelent a "Purple Swag" című számához a videóklipje, rengeteg kiadó felfigyelt rá. Az októberben megjelent mixtape-je, a Live. Love. ASAP, kritikai elismerést kapott, és Rocky 3 millió dolláros lemezszerződést kötött a RCA Records-szal és a Polo Grounds Music-al. Lemezszerződésének hatására, Rakim létrehozta saját kiadóját, az ASAP Worldwide-ot ASAP Yams-el. December 5-én jelölték a BBC's Sound of 2012 szavazáson.

### 2012-napjainkig: Turnézás és a debütáló album

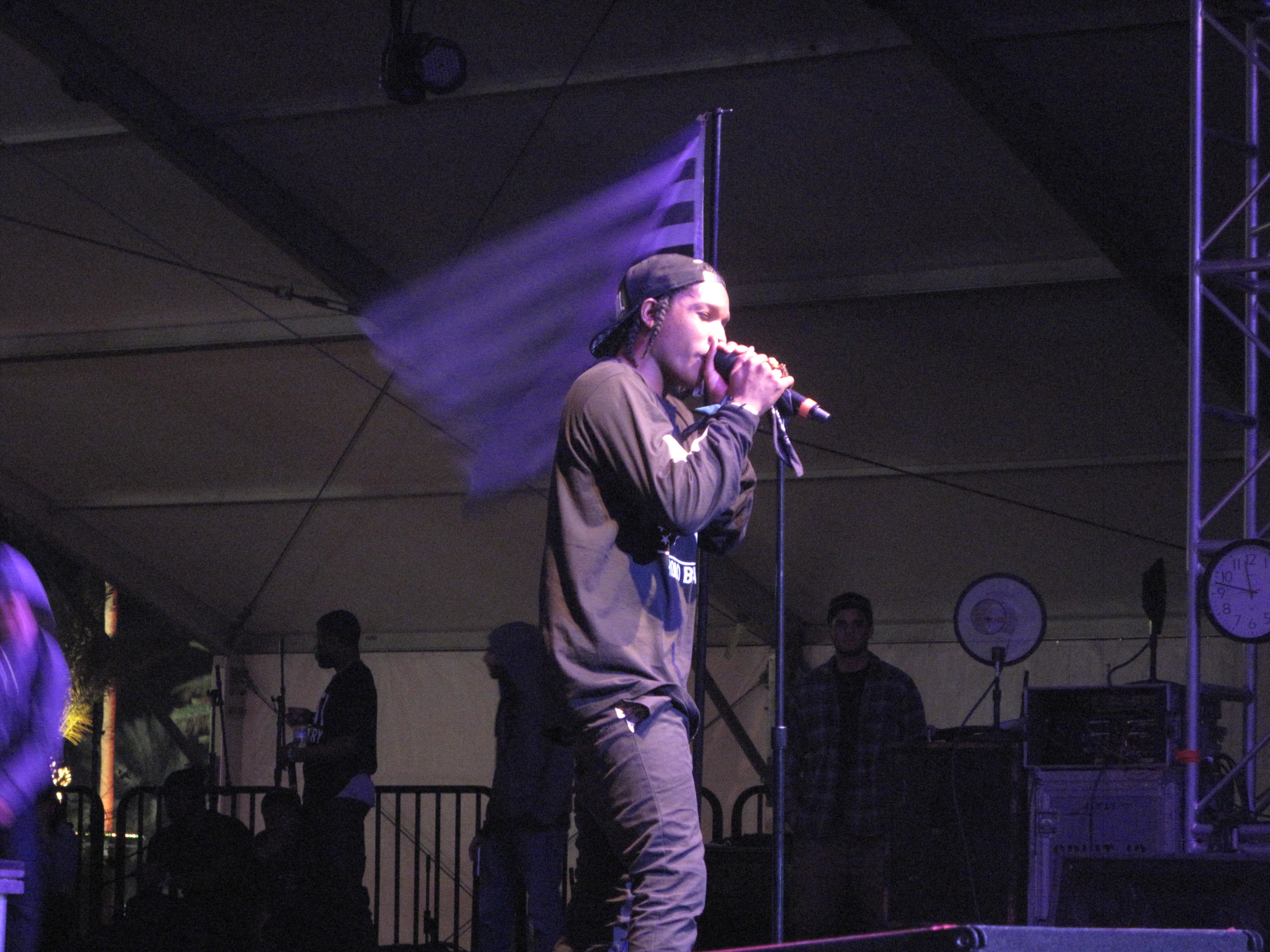
Rocky a 2012-es Coachella fesztiválon

2012 február elején Rocky csatlakozott Drake Club Paradise turnéján Kendrick Lamarhoz, ők ketten voltak az előzenekar. Júniusban SpaceGhostPurrp, Rocky egyik régi munkatársa és egyben a Raider Klan alapítója, azzal vádolta ASAP Twelvyy-t, hogy nekiugrott Matt Stoopsnak, a Raider Klan egyik tagjának New York City-ben, majd azután egy YouTube videóban kijelentette, hogy vége a kapcsolatuknak az ASAP Mob-bal és Rocky-val. A SpaceGhostPurrp és az egész Raider Klan azzal is megvádolta az ASAP Mob-ot, hogy leutánozták a stílusukat, és hogy Rocky felhasználta SpaceGhostPurrp "My Enemy" című számából a szöveget a "Goldie"-ban. Rocky júliusban egy MTV-nek adott interjújában elmondta, hogy SpaceGhostPurrp csak "próbálja reklámozni magát" és üzent is neki: "inkább maradj a zenélésnél." Ezelőtt a balhé előtt egyébként Rocky és SpaceGhostPurrp kapcsolata nagyon szoros volt, Rocky a Complex magazinnak elárulta, hogy valójában mennyire közel álltak egymáshoz: "Ez az a srác, aki a házamban élt. Az édesanyám vigyázott rá. Mielőtt lemezszerződésem lett volna, még a vacsorát is megosztottuk egymással."
Júliusban Rocky fellépett a Pitchfork Music Fesztiválon. Július 20-án televíziós debütálásán kellett volna megjelennie a Late Night with Jimmy Fallonban, de egy estével előtte letartóztatták állítólagos részvételért egy verekedésben a 21 éves előadóval, iRome-al. A balhé Manhattan belvárosában történt. A tévés megjelenése elmaradt, de átrakták augusztus 21-ére, és akkor Rocky előadta a "Goldie"-t. Szeptember 6-án fellépett Rihannával is vendégelőadóként a 2012-es MTV Video Music Awardson.

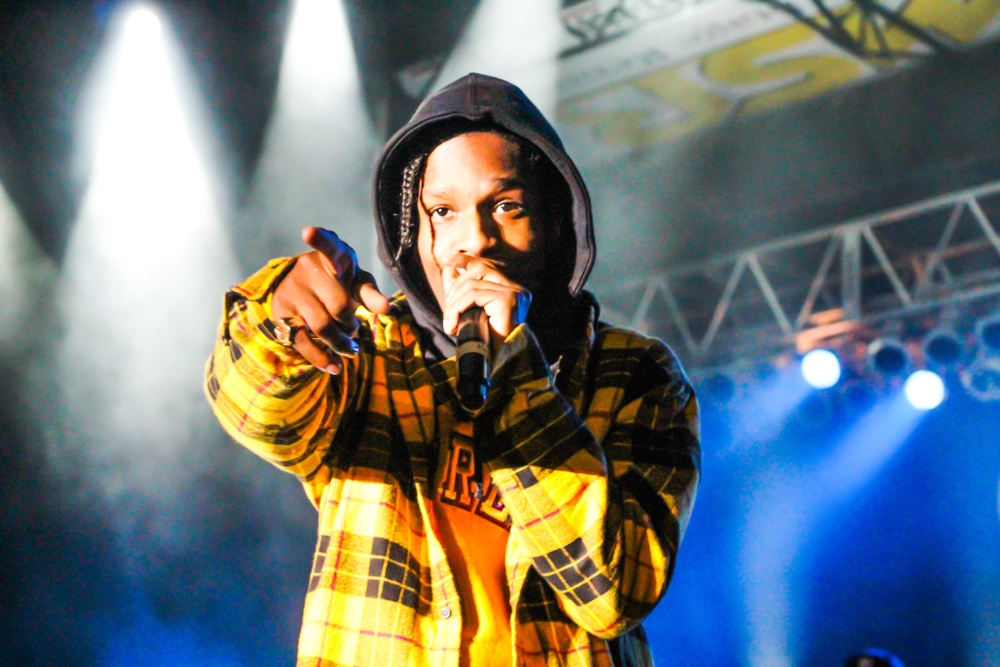
ASAP Rocky 2013 októberében

Rocky debütáló stúdió albumát, a Long. Live. ASAP-et olyan producerekkel vette fel, mint Clams Casino, Hit-Boy, ASAP Ty Beats, Soufein3000, és Joey Fat Beats. Az albumról a "Goldie" jelent meg első kislemezként április 27-én. Augusztus 27-én az ASAP Mobnak megjelent Lords Never Worry című mixtape-je, ingyenes letöltéssel. Szeptembertől novemberig Rocky az albumát népszerűsítette egy 40 helyszínes koncertturnéval, a Long Live ASAP Tourral, előzenekarai Schoolboy Q, Danny Brown, és ASAP Mob voltak. A Long. Live. ASAP 2013. január 15-én jelent meg, és a legpozitívabb elismeréseket kapta a kritikusoktól. Az album első helyen nyitott a Billboard 200-on, és már az első héten 139 ezer példányt adtak el belőle az Egyesült Államokban. 2013. március 13-ára ebből 284 ezer példány lett.
2013. április 12-én a Wild 94.9 rádióállomásnak adott interjújában elmondta Rocky, hogy egy instrumentál albumon dolgozik, amit észrevétel nélkül tervez kiadni. Beszélt még a kedvenc videóklipjeiről és a vágyáról, hogy együtt dolgozhasson André 3000-rel. Június 21-én az MTV News-nak azt nyilatkozta, hogy befejezte instrumentál albumát, amelyben többnyire a környezetre orientálódott instrumentál számokat találhatunk majd, a címe: Beauty & The Beast: Slowed Down Sessions (Chapter 1), ami ingyenesen lesz letölthető, és nyáron tervezi megjelentetni.
2014. március 16-án Rocky bejelentette, hogy második stúdióalbumán dolgozik, hasonló lesz debütáló albumához, a Long. Live. ASAP-hez, és a tervek szerint 2014 végén fog megjelenni.

## Üzleti vállalkozások
2011 októberében Rocky 3 millió dollár értékű lemezszerződést kötött a Sony Music Entertainment-tel. Ebből a pénzből 1,7 millió dollárt tett félre szóló munkájára, és 1,3 millió dollárt arra, hogy finanszírozza a cégét, az ASAP Worldwide-ot. Rocky azt mondta, hogy "nagyobb teret" akart magának és kollektívájának a szerződéssel. ASAP Ferg, az ASAP Mob egyik tagja szintén aláírt egy vegyesvállalati szerződést Rocky kiadóival, az RCA-el és a Polo Grounds-al, kiadták kislemezét, a "Work"-öt iTunes-on, majd később megjelent a számnak egy remixe is Rocky, French Montana, Schoolboy Q és Trinidad James közreműködésével.
2013-ban kiadta az ASAP ruházati márkáját, majd elkezdett együtt dolgozni a híres divattervezővel és közeli barátjával, Raf Simons-el.

## Magánélete

### Kapcsolatok
2011 végén elkezdett járni az ausztrál rapperrel, Iggy Azalea-ával, akit Chase N. Cashe által ismert meg. Azalea a Vibe Magazine-nak adott interjújában megerősítette, hogy együtt vannak, a cikk 2012. január 15-én jelent meg. Nem sokkal ezután azt is bevallotta, hogy rátetováltatta az ujjára Rocky első mixtape albumának a címét, a "Live.Love.A$AP"-et. Azt is állította, hogy Rocky is magára tetováltatott valamit, hogy megszentelje kapcsolatukat. 2012 júliusában Rocky elárulta, hogy már nem járnak, de egy se veled, se nélküled kapcsolatban voltak, amíg végleg nem szakítottak. 2013 márciusában Azalea elmondta, hogy már kihúzta az "A$AP" részt a tetkóból hónapokkal ezelőtt.
2013 áprilisában Rocky összejött az amerikai modellel, Chanel Imannel. Azonban 2014. október 27-én Mayers és Iman felbontották eljegyzésüket. Rocky azt mondta, a  "turné késleltetett ütemterve" miatt szakítottak.
2021-ben Rihannával jött össze, 2022 januárjában pedig bejelentették, hogy első közös gyermeküket várják.

### Bírósági ügyek
ASAP Rocky-t letartóztatták 2012 júliusában, mert megvert egy férfit New Yorkban egy ruházati üzletben, és két fotóst, akik kívülről filmezték a jelenetet. A megvert férfi beperelte Rocky-t testi sértésért. A tárgyalás Shenick Alcine tanúskodása után kezdődött, miszerint ASAP Rocky illegális drogkereskedést folytatott az üzletben, és emiatt történt a támadás. Rocky utána rátámadt a két amatőr fotósra, akik felvették az incidenst. Végül ASAP Rocky-t megvádolták testi sértésért és rablásért, mert megkísérelte a kamerák elvételét, miután bántalmazta a fotósokat. 2012 decemberében Rocky bűnösnek vallotta magát lopásért és testi sértésért, majd a vádakat ejtették.
2019 július 4.- én európai turnéján Svédországban ő és testőrei összeverekedtek két emberrel egy étterem előtt. Rocky elhagyta a helyszínt a hatóságok kiérkezte előtt, később elfogták és 4 hétre őrizetbe helyezték. Augusztus 2-án kiengedték a börtönből, és hazarepülhetett Amerikába.

## Diszkográfia
- Live. Love. ASAP (2011)
- Long. Live. ASAP (2013)
- At. Long. last. ASAP(2015)
- TESTING (2018)

## Díjak és jelölések
| Év   | Szervezet                    | Díj                                | Munka                | Eredmény |
| ---- | ---------------------------- | ---------------------------------- | -------------------- | -------- |
| 2011 | BBC                          | 2012 hangja                        | Saját maga           | Jelölt   |
| 2012 | BET Awards                   | Legjobb új előadó                  | Saját maga           | Jelölt   |
| 2012 | MTV Video Music Awards       | Legjobb vágás                      | "Goldie"             | Jelölt   |
| 2012 | MTV Europe Music Awards      | Legjobb amerikai feltörekvő előadó | Saját maga           | Jelölt   |
| 2012 | MTV Europe Music Awards      | Legjobb imidzs                     | Saját maga           | Jelölt   |
| 2013 | BET Hip Hop Awards           | Az év videórendezője               | Saját maga           | Jelölt   |
| 2013 | BET Hip Hop Awards           | Legjobb hiphop stílus              | Saját maga           | Megnyert |
| 2013 | BET Hip Hop Awards           | Legjobb hiphop stílus              | Saját maga           | Jelölt   |
| 2013 | BET Hip Hop Awards           | Legjobb közreműködés               | "Fuckin' Problems"   | Megnyert |
| 2013 | BET Hip Hop Awards           | Legjobb hiphopvideó                | "Fuckin' Problems"   | Jelölt   |
| 2013 | BET Hip Hop Awards           | Sweet 16: Legjobb kiemelt verze    | "Fuckin' Problems"   | Megnyert |
| 2013 | BET Hip Hop Awards           | Közönség választottja              | "Fuckin' Problems"   | Jelölt   |
| 2013 | BET Hip Hop Awards           | Az év dala                         | "Fuckin' Problems"   | Jelölt   |
| 2013 | BET Hip Hop Awards           | Legjobb klubrobbantó dal           | "Fuckin' Problems"   | Jelölt   |
| 2013 | BET Awards                   | Az év videója                      | "Fuckin' Problems"   | Jelölt   |
| 2013 | BET Awards                   | Legjobb együttműködés              | "Fuckin' Problems"   | Megnyert |
| 2013 | BET Awards                   | Közönségdíj                        | "Fuckin' Problems"   | Jelölt   |
| 2013 | BET Awards                   | Legjobb férfi hiphopelőadó         | Saját maga           | Jelölt   |
| 2013 | BET Awards                   | Az év videóklip rendezője          | Saját maga           | Jelölt   |
| 2013 | MTV Video Music Awards Japan | Legjobb hiphopvideó                | "Fuckin' Problems"   | Megnyert |
| 2013 | MTV Video Music Awards       | Legjobb hiphopvideó                | "Fuckin' Problems"   | Jelölt   |
| 2014 | Grammy Awards                | Legjobb rap-szám                   | "Fuckin' Problems"   | Jelölt   |
| 2014 | mtvU Woddie Awards           | Legjobb együttműködés              | "Wild for the Night" | Megnyert |
| 2014 | World Music Awards           | Legjobb férfi előadó               | Saját maga           | Jelölt   |
| 2014 | World Music Awards           | Az év legjobb előadóművésze        | Saját maga           | Jelölt   |
| 2014 | World Music Awards           | Legjobb élő produkció              | Saját maga           | Jelölt   |
| 2014 | World Music Awards           | Legjobb dal                        | "Fuckin' Problems"   | Jelölt   |
| 2014 | World Music Awards           | Legjobb videó                      | "Fuckin' Problems"   | Jelölt   |
| 2014 | World Music Awards           | Legjobb album                      | Long. Live. ASAP     | Jelölt   |
| 2014 | BET Hip Hop Awards           | Legjobb hiphop stílus              | Saját maga           | Jelölt   |

## Fordítás
- Ez a szócikk részben vagy egészben  az   ASAP Rocky című angol Wikipédia-szócikk fordításán alapul.  Az eredeti cikk szerkesztőit annak laptörténete sorolja fel. Ez a jelzés csupán a megfogalmazás eredetét és a szerzői jogokat jelzi, nem szolgál a cikkben szereplő információk forrásmegjelöléseként.